# Coupe du monde d'escalade de 2023
Navigation
34e édition 36e édition
La coupe du monde d'escalade de 2023 est la 35e édition de la coupe du monde d'escalade. En 2023, cette série d'épreuves débute le 21 avril et se termine le 24 septembre. Cette compétition compte douze étapes comprenant six épreuves de difficulté, six épreuves de bloc et six épreuves de vitesse.

## Diffusion
L'ensemble des étapes sont diffusées en Français sur Bein Sport (chaîne payante).
La diffusion est également disponible gratuitement sur la chaîne Youtube officielle de l'IFSC en Anglais (mais cela nécessite un VPN pour se localiser aux États-Unis).

L'ensemble des étapes de vitesse sont diffusées. Concernant la Difficulté et le Bloc, seulement les Demi-Finales et Finales sont diffusées.

Pour permettre à tout le monde de regarder librement les diffusions, nous avons mit en place un serveur discord sur lequel vous pourrez regarder/partager la compétition en direct.
Voici le lien pour rejoindre le serveur :
https://discord.gg/mk7aa4VGHS

## Classement général
| Catégories | Or                   | Or            | Argent              | Argent      | Bronze                   | Bronze      |
| ---------- | -------------------- | ------------- | ------------------- | ----------- | ------------------------ | ----------- |
| Difficulté | Sorato Anraku        | 4300 points   | Alexander Megos     | 2650 points | Taisei Homma             | 2455 points |
| Difficulté | Jessica Pilz         | 3235 points   | Janja Garnbret      | 3000 points | Vita Lukan               | 2725 points |
| Bloc       | Sorato Anraku        | 3350 points   | Dohyun Lee          | 3130 points | Tomoa Narasaki           | 3000 points |
| Bloc       | Natalia Grossman (3) | 3527,5 points | Miho Nonaka         | 3005 points | Brooke Raboutou          | 2990 points |
| Vitesse    | Veddriq Leonardo (3) | 3470 points   | Peng Wu             | 3405 points | Samuel Watson (grimpeur) | 2550 points |
| Vitesse    | Natalia Kalucka      | 3700 points   | Aleksandra Miroslaw | 3545 points | Lijuan Deng              | 3535 points |

## Lieu et date des étapes
| Dates                               | Lieu           | Difficulté | Bloc     | Vitesse  |
| ----------------------------------- | -------------- | ---------- | -------- | -------- |
| 21 avril 2023-23 avril 2023         | Hachioji       | -          | X        | -        |
| 28 avril 2023-30 avril 2023         | Séoul          | -          | X        | X        |
| 6 mai 2023-7 mai 2023               | Jakarta        | -          | -        | X        |
| 19 mai 2023-21 mai 2023             | Salt Lake City | -          | X        | X        |
| 2 juin 2023-4 juin 2023             | Prague         | -          | X        | -        |
| 9 juin 2023-11 juin 2023            | Bressanone     | -          | X        | -        |
| 14 juin 2023-18 juin 2023           | Innsbruck      | X          | X        | -        |
| 30 juin 2023-2 juillet 2023         | Villars        | X          | -        | X        |
| 7 juillet 2023-9 juillet 2023       | Chamonix       | X          | -        | X        |
| 14 juillet 2023-15 juillet 2023     | Briançon       | X          | -        | -        |
| 8 septembre 2023-9 septembre 2023   | Koper          | X          | -        | -        |
| 22 septembre 2023-24 septembre 2023 | Wujiang        | X          | -        | X        |
| Total : 12 étapes                   |                | 6 étapes   | 6 étapes | 6 étapes |

## Podiums des étapes

### Difficulté

#### Hommes
| Étapes       | Lieu                 | Or                  | Argent          | Bronze              |
| ------------ | -------------------- | ------------------- | --------------- | ------------------- |
| 14 juin      | Innsbruck (Autriche) | Sascha Lehmann (2)  | Alexander Megos | Jakob Schubert      |
| 30 juin      | Villars (Suisse)     | Jakob Schubert (20) | Adam Ondra      | Alexander Megos     |
| 7 juillet    | Chamonix (France)    | Toby Roberts        | Sam Avezou      | Sorato Anraku       |
| 14 juillet   | Briançon (France)    | Sorato Anraku       | Taisei Homma    | Satone Yoshida      |
| 8 septembre  | Koper (Slovénie)     | Sorato Anraku (2)   | Jesse Grupper   | Alberto Ginés López |
| 22 septembre | Wujiang (Chine)      | Sorato Anraku (3)   | Shion Omata     | Taisei Homma        |

#### Femmes
| Étapes       | Lieu                 | Or                  | Argent           | Bronze          |
| ------------ | -------------------- | ------------------- | ---------------- | --------------- |
| 14 juin      | Innsbruck (Autriche) | Janja Garnbret (24) | Ai Mori          | Jessica Pilz    |
| 30 juin      | Villars (Suisse)     | Janja Garnbret (25) | Jessica Pilz     | Brooke Raboutou |
| 7 juillet    | Chamonix (France)    | Jain Kim (30)       | Nonoha Kume      | Hélène Janicot  |
| 14 juillet   | Briançon (France)    | Vita Lukan          | Eliška Adamovská | Manon Hily      |
| 8 septembre  | Koper (Slovénie)     | Janja Garnbret (26) | Ai Mori          | Vita Lukan      |
| 22 septembre | Wujiang (Chine)      | Ai Mori (3)         | Jessica Pilz     | Natsuki Tanii   |

### Bloc

#### Hommes
| Étapes   | Lieu                        | Or                 | Argent            | Bronze          |
| -------- | --------------------------- | ------------------ | ----------------- | --------------- |
| 21 avril | Hachioji (Japon)            | Mejdi Schalck (2)  | Hannes Van Duysen | Paul Jenft      |
| 28 avril | Séoul (Corée du Sud)        | Mejdi Schalck (3)  | Tomoa Narasaki    | Jongwon Chon    |
| 19 mai   | Salt Lake City (États-Unis) | Tomoa Narasaki (6) | Sorato Anraku     | Toby Roberts    |
| 2 juin   | Prague (République Tchèque) | Dohyun Lee         | Adam Ondra        | Mejdi Schalck   |
| 9 juin   | Bressanone (Italie)         | Toby Roberts       | Dohyun Lee        | Yoshiyuki Ogata |
| 18 juin  | Innsbruck (Autriche)        | Sorato Anraku      | Meichi Narasaki   | Sam Avezou      |

#### Femmes
| Étapes   | Lieu                        | Or                   | Argent           | Bronze          |
| -------- | --------------------------- | -------------------- | ---------------- | --------------- |
| 21 avril | Hachiōji (Japon)            | Brooke Raboutou      | Hannah Meul      | Anon Matsufuji  |
| 28 avril | Séoul (Corée du Sud)        | Miho Nonaka (4)      | Oriane Bertone   | Brooke Raboutou |
| 19 mai   | Salt Lake City (États-Unis) | Natalia Grossman (8) | Oriane Bertone   | Brooke Raboutou |
| 2 juin   | Prague (République Tchèque) | Oriane Bertone       | Janja Garnbret   | Flavy Cohaut    |
| 9 juin   | Bressanone (Italie)         | Natalia Grossman (9) | Seo Chae-hyun    | Staša Gejo      |
| 18 juin  | Innsbruck (Autriche)        | Janja Garnbret (15)  | Natalia Grossman | Miho Nonaka     |

### Vitesse

#### Hommes
| Étapes       | Lieu                        | Or                   | Argent            | Bronze             |
| ------------ | --------------------------- | -------------------- | ----------------- | ------------------ |
| 28 avril     | Séoul (Corée du Sud)        | Veddriq Leonardo (5) | Jinbao Long       | Xinshang Wang      |
| 6 mai        | Jakarta (Indonésie)         | Raharjati Nursamsa   | Xinshang Wang     | Kiromal Katibin    |
| 19 mai       | Salt Lake City (États-Unis) | Veddriq Leonardo (6) | Peng Wu           | Kiromal Katibin    |
| 30 juin      | Villars (Suisse)            | Jianguo Long (2)     | Liang Zhang       | Ryo Omasa          |
| 7 juillet    | Chamonix (France)           | Rahmad Adi Mulyono   | Rishat Khaibullin | Raharjati Nursamsa |
| 22 septembre | Wujiang (Chine)             | Peng Wu              | Jingjie Huang     | Ryo Omasa          |

#### Femmes
| Étapes       | Lieu                        | Or                       | Argent                      | Bronze                      |
| ------------ | --------------------------- | ------------------------ | --------------------------- | --------------------------- |
| 28 avril     | Séoul (Corée du Sud)        | Aleksandra Miroslaw (9)  | Natalia Kalucka             | Desak Made Rita Kusuma Dewi |
| 6 mai        | Jakarta (Indonésie)         | Aleksandra Miroslaw (10) | Desak Made Rita Kusuma Dewi | Aleksandra Kalucka          |
| 19 mai       | Salt Lake City (États-Unis) | Aleksandra Miroslaw (11) | Desak Made Rita Kusuma Dewi | Lijuan Deng                 |
| 30 juin      | Villars (Suisse)            | Natalia Kalucka          | Emma Hunt                   | Lijuan Deng                 |
| 7 juillet    | Chamonix (France)           | Rajiah Sallsabillah      | Victoire Andrier            | Nurul Iqamah                |
| 22 septembre | Wujiang (Chine)             | Lijuan Deng (4)          | Natalia Kalucka             | Di Niu                      |

## Autres compétitions mondiales de la saison

### Championnats du monde d'escalade 2023

#### Difficulté

##### Hommes
| Étapes   | Lieu           | Or                 | Argent        | Bronze          |
| -------- | -------------- | ------------------ | ------------- | --------------- |
| 1er août | Berne (Suisse) | Jakob Schubert (4) | Sorato Anraku | Alexander Megos |

##### Femmes
| Étapes   | Lieu           | Or      | Argent         | Bronze        |
| -------- | -------------- | ------- | -------------- | ------------- |
| 1er août | Berne (Suisse) | Ai Mori | Janja Garnbret | Seo Chae-hyun |

#### Bloc

##### Hommes
| Étapes   | Lieu           | Or            | Argent        | Bronze     |
| -------- | -------------- | ------------- | ------------- | ---------- |
| 1er août | Berne (Suisse) | Mickael Mawem | Mejdi Schalck | Dohyun Lee |

##### Femmes
| Étapes   | Lieu           | Or                 | Argent         | Bronze          |
| -------- | -------------- | ------------------ | -------------- | --------------- |
| 1er août | Berne (Suisse) | Janja Garnbret (3) | Oriane Bertone | Brooke Raboutou |

#### Vitesse

##### Hommes
| Étapes   | Lieu           | Or             | Argent      | Bronze             |
| -------- | -------------- | -------------- | ----------- | ------------------ |
| 1er août | Berne (Suisse) | Matteo Zurloni | Jinbao Long | Rahmad Adi Mulyono |

##### Femmes
| Étapes   | Lieu           | Or                          | Argent    | Bronze              |
| -------- | -------------- | --------------------------- | --------- | ------------------- |
| 1er août | Berne (Suisse) | Desak Made Rita Kusuma Dewi | Emma Hunt | Aleksandra Miroslaw |

#### Combiné de difficulté et de bloc

##### Hommes
| Étapes   | Lieu           | Or                 | Argent      | Bronze         |
| -------- | -------------- | ------------------ | ----------- | -------------- |
| 1er août | Berne (Suisse) | Jakob Schubert (2) | Colin Duffy | Tomoa Narasaki |

##### Femmes
| Étapes   | Lieu           | Or                 | Argent       | Bronze  |
| -------- | -------------- | ------------------ | ------------ | ------- |
| 1er août | Berne (Suisse) | Janja Garnbret (3) | Jessica Pilz | Ai Mori |